# بنك خلق
بنك خلق (بالتركية: Türkiye Halk Bankası) (وتعني مصرف الشعب التركي أو البنك الأهلي التركي) هو مصرف مملوك للحكومة التركية.

## التاريخ
تأسس بنك خلق في عام 1933 وبدأ في تقديم الخدمات في عام 1938. وبين عامي 1938 و 1950، كان يعتبر اتحاد ائتمانيًا هدفه تقديم قروض للتجار والحرفيين بشروط ميسرة من أجل تعزيز النمو الاقتصادي في تركيا. في عام 1950، بدأ في فتح فروع ومنح قروض للزبناء. في عام 1964، شرع بنك خلق في برنامج تم فيه زيادة رأس ماله وإنشاء شبكة من الفروع على مستوى الدولة. استوعب البنك العديد من البنوك الحكومية الفاشلة الأصغر حجمًا في التسعينيات وأوائل القرن الحادي والعشرين، مثل (Töbank) سنة 1992، وبنك سومر سنة 1993، و (Etibank) سنة 1998، و (Emlakbank) سنة 2001. كانت إحدى نقاط التحول الرئيسية لبنك خلق هي الاستحواذ على باموك بنك (Pamukbank) سنة 2004. بعد ذلك، خضع البنك لعملية إعادة هيكلة كبيرة للتحضير للخصخصة. في 10 مايو 2007، تم بيع 24.98٪ من أسهم بنك خلق في طرح عام وتم إدراجه في بورصة إسطنبول. في 16 نوفمبر 2012، ارتفعت نسبة الأسهم المدرجة إلى 48.9٪. تم نقل المكتب الرئيسي لبنك خلق من أنقرة إلى إسطنبول في يونيو 2015. في 24 فبراير 2017، تم تحويل الأسهم المملوكة ملكية عامة لبنك خلق إلى صندوق الثروة السيادية التركية.

## جدل تجارة النفط الإيراني
كان بنك خلق حلقة في سلسلة تمويل المصالح البترولية الإيرانية في أعقاب العقوبات الأمريكية ضد إيران. في مارس 2012، تم منع إيران من استخدام نظام تحويل الأموال الدولي (سويفت). بين مارس 2012 ويوليو 2013، بينما كان نظام عقوبات الأمم المتحدة ساري المفعول قبل اتفاقية مجموعة 5+1 في نوفمبر 2013، اشترى البنك ما قيمته 13 مليار دولار من الذهب في السوق المفتوحة. منعت العقوبات إيران من الدفع بالدولار أو اليورو، لكن الذهب لم يُذكر في نظام العقوبات، وبالتالي سمحت هذه الثغرة باستخدام الذهب لتمويل شراء المنتجات البترولية الإيرانية. سمح بنك خلق لوسطاء إيران بشراء الذهب بالليرة التركية، ووجد هذا الذهب طريقه إلى الخزائن الإيرانية. وجدت أحد التحقيقات أن ملياري دولار أمريكي من السبائك الذهبية (حوالي 36 طنًا) تم نقلها من تركيا إلى دبي في أغسطس 2012 وحده. وفي سياق دفاعها عن قرارها بعدم فرض عقوباتها، أصرت إدارة أوباما على أن تركيا نقلت الذهب فقط إلى المواطنين الإيرانيين. جادلت الإدارة، نتيجة لذلك، أن هذا لم يكن انتهاكًا صريحًا لنظامها التنفيذي. أشاد السفير الإيراني في تركيا علي رضا بيكدلي مؤخرًا ببنك خلق، حيث قال: «لعب قرارات بنك خلق الإدارية الذكية في السنوات الأخيرة دورًا مهمًا في العلاقات الإيرانية التركية». وذكر بنك خلق أنه لا توجد عقوبات على تجارة المعادن الثمينة مع إيران حتى 1 يوليو 2013.
كان لدى بنك خلق أيضًا حسابات هندية تم تداولها مع إيران في عام 2013: «الهند تدين الآن لإيران بمبلغ 5.3 مليار دولار من ديون النفط. وتخطط الهند لدفع مليار دولار شهريًا لإيران - أي 12 مليار دولار سنويًا - أيضًا من خلال بنك خلق».

### تحقيقات الفساد 2013
في ديسمبر 2013، تم القبض على سليمان أصلان، الرئيس التنفيذي لبنك خلق، ووُجِّهت إليه تهمة تلقي رشاوى رُفقة آخرين، منهم رضا ضراب، وهو رجل أعمال إيراني أذربيجاني حصل على الجنسية التركية تحت اسم صرّاف. وبحسب ما ورد اكتشفت الشرطة علب أحذية تحتوي على 4.5 مليون دولار أمريكي في منزل أصلان. وبحسب ما ورد، فقد تم فصل عشرات من ضباط الشرطة لأن تحقيقاتهم جعلت السياسيين غير مرتاحين. تم تغيير سلسلة قيادة الشرطة بحيث يتم إبلاغ السياسيين بأنشطة الشرطة ويمكن أن يحبطوها. تسبب هذا في سماع أمر قضائي في نظام المحكمة، الذي منع التغيير. وتم فصل المدعي العام.
يُنظر إلى الاعتقال، الذي جاء بجانب العديد من الاعتقالات الأخرى للمسؤولين المتحالفين مع رئيس الوزراء آنذاك رجب طيب أردوغان (رئيس تركيا الحالي)، على أنه جزء من صراع على السلطة بين رئيس الوزراء وزعيم المعارضة التركية المنفي فتح الله كولن.

### إدانة أمريكية للمدير التنفيذي
في مارس 2017، اعتقلت الحكومة الأمريكية نائب رئيس البنك محمد حقان أتيلا بتهمة التآمر للتهرب من العقوبات ضد إيران من خلال مساعدة رضا ضراب "على استخدام المؤسسات المالية الأمريكية للانخراط في معاملات مالية محظورة، حوّلت بشكل غير قانوني ملايين الدولارات إلى إيران". اعتُقِل رضا ضراب في ميامي بفلوريدا في مارس 2016. في أنقرة في مارس 2017، قال وزير الخارجية الأمريكي ريكس تيلرسون إنه لا توجد صلة بين الطلب التركي لتسليم كولن واعتقال أتيلا، وأنّ القضيتين ستمضيان وفقًا للقانون. بدأت محاكمة أتيلا في محكمة فدرالية بمدينة نيويورك في نوفمبر 2017، بموافقة ضراب على الإدلاء بشهادته بعد التوصل إلى اتفاق مع المدعين العامين. ووفقًا لصحيفة نيويورك تايمز، فإنّ محاكمة أتيلا وآخرين "تسببت في حدوث هزات في الأوساط السياسية التركية. وقد سعى أردوغان، دون جدوى، إلى إقناع المسؤولين الأمريكيين بالتخلي عن القضية، كما قلّلت وسائل الإعلام الحكومية من أهمية تغطية المحاكمة. وشهد ضراب بأن عملية التهرب من العقوبات حظيت بمعرفة السيد أردوغان وموافقته، وكذلك بمعرفة بيرات البيرق صهر أردوغان.
في أوائل عام 2018، أُدين أتيلا في خمس من ست تهم ضده، بما في ذلك الاحتيال المصرفي والتآمر، وتمّت تبرئته من تهمة واحدة بعد أربعة أيام من مداولات هيئة المحلفين. كان ضراب شاهد الإثبات الرئيسي في شهادته التي استمرت سبعة أيام. تم تحديد موعد النطق بالحكم على أتيلا في أبريل 2018، وتصل عقوبة الاحتيال المصرفي وحدها إلى السجن لمدة 30 عامًا. وما زال سبعة متهمين آخرين مطلقي السراح. في أغسطس 2018، كانت تركيا والولايات المتحدة تتفاوضان بشأن سجن تركيا للقسّ أندرو برونسون، واقتربا من التبادل الذي كان سيسمح لأتيلا بقضاء فترة حكمه «في المنزل». لكن وزير الخارجية التركي، في تقرير نقلا عن تقارير أخرى، طلب من المسؤولين الأمريكيين «توقيف أي تحقيق في بنك خلق». بعد ذلك الوقت، «انهارت الصفقة».
في عام 2019، أعلن السناتور الأمريكي رون وايدن بدء تحقيق في الأمر.

### العلاقة بفضيحة جيفري بيرمان ووليام بي بار
في عام 2016، طلب الرئيس أردوغان من نائب الرئيس آنذاك جو بايدن عزل بريت بهارارا، المدعي العام الأمريكي للمنطقة الجنوبية لنيويورك، الذي سيواصل اتهام رضا ضراب. بعد استمرار الضغط من قبل الرئيس أردوغان، أقال دونالد ترامب بهارارا في عام 2017، واستبدله في النهاية بجيفري بيرمان. في أواخر عام 2018، ضغط الرئيس أردوغان شخصيًا على الرئيس ترامب لإلغاء المزيد من التحقيقات في بنك خلق، مرّة بشكل شخصي خلال قمة مجموعة العشرين بوينس آيرس 2018 (1 نوفمبر 2018)، ومرة في مكالمة هاتفية (14 ديسمبر 2018)؛ ووفقًا لجون بولتون، الذي كان شاهدا على كلا الحدثين، فقد وافق ترامب بعد ذلك على إسقاط التحقيقات. في 14 ديسمبر 2018، أخطرت وزارة العدل، التي كان يرأسها ماثيو ويتاكر، مكتب بيرمان بأنها ستصبح أكثر انخراطًا في تحقيق بنك خلق. على الرغم من ضغوط النائب العام بالوكالة ويتاكر وخليفته وليام بي بار لإغلاق التحقيقات، واصل بيرمان ومكتب محكمة مقاطعة الولايات المتحدة للمنطقة الجنوبية لنيويورك تحقيقهما، معتقدين أن قضيتهما قوية. في يونيو 2019، استدعى وليام بي بار بيرمان إلى مكتبه في واشنطن لدفع بيرمان لإسقاط التهم الموجهة ضد المتهمين، بمن فيهم وزير الاقتصاد التركي السابق محمد ظافر شاغليان، وإنهاء التحقيقات مع متآمرين آخرين مشتبه بهم. أجاب بيرمان أن هذا أمر غير أخلاقي. بعد معاناة مع الجوانب الفنية والقانونية لإقالة بيرمان، أعلن وليام بي بار في 19 يونيو 2020 أن بيرمان «تنحى عن منصبه»، ولكنه كافح أيضًا لإيجاد بديل في مثل هذه المهلة القصيرة؛ من جانبه، أصرّ بيرمان على أنه لم يستقيل، ورفض ترك منصبه حتى تم تنصيب نائبه أودري شتراوس، التي كانت تُخطّط لمواصلة التحقيق في بنك خلق.